# Agathis lenticula
Agathis lenticula — вид хвойних рослин родини араукарієвих.

## Поширення, екологія
Країни проживання: Малайзія (Сабах, Саравак). Проживає нижніх гірських вічнозелених дощових лісах (1050 — 1700 м). Росте в лісах, де панують Dipterocarp і Fagaceae.

## Морфологія
Величезне дерево до 45 м заввишки. Виробляє білу смолу. Кора сіро-біла зовні, внутрішньо червонувато-коричнева, відлущується нерегулярними пластинами. Неповнолітні дерева з пластинчастою корою. Молоді листки круглі, загострені, на короткій ніжці, до 10 см довжиною 4,4 см в ширину. Дорослі листки двоопуклі, вершина гостра, 5-7 см довжиною, 1,8-2,4 см шириною, знизу сизуваті, на короткій ніжці. Чоловічі стробіли циліндричні, до 4 см довжиною 10 мм в ширину, на стеблі до 6 мм в довжину.

## Загрози та охорона
Вирубка є найсерйознішою загрозою для виживання цього виду. Мешкає в національних парках.